# 蓬莱镇 (大英县)
蓬莱镇是中国四川省遂宁市大英县下辖的一个镇。是川中著名古镇，早在汉代，它就成了郪县南边的一大集市。境内名胜古迹众多。现在蓬莱镇位于大英县域中部，是全县政治、经济、文化、交通、商贸中心，是棉、盐产区和集散地。
2019年9月，撤销寸塘口乡和通仙乡，将其所属行政区域划归蓬莱镇管辖。

## 行政区划
蓬莱镇下辖以下地区：
朝阳街社区、田坝子社区、火车站社区、唐家湾社区、基井湾社区、殷家沟社区、花园街社区、转轮街社区、同心路社区、胡家坝社区、红旗社区、梨子坝社区、普福社区、凉亭社区、红旗村、梨子坝村、凉湾村、普福村、宝石岩村、金堂村、紫云村、福寿村、华安村、古井村、幸福村、七桥村、五凤村、忠荣村、红林村、马栏村、兴隆村、芭郎村、凤桥村、柏岭村、五谋村、太吉村、千福村、南泉村、犀牛村、新苗村、天星村、双池村、大坪村、余粮村、青龙坡村、水井村、火井村、瓦草村、金湾村、虎林村、泉水村、高桐村、福保村、北斗村、碑垭村、寸塘口村、吊脚楼村、凤凰沟村、豪子口村、黑滩子村、凉水井村、桅杆坝村和梓潼村。

## 相关材料
全镇面积133.9平方公里，耕地面积68455亩，境内盛产棉花、黄花梨、食盐、天然气、石油。